# NGC 4857
NGC 4857 је спирална галаксија у сазвежђу Змај која се налази на NGC листи објеката дубоког неба.
Деклинација објекта је + 70° 12' 11" а ректасцензија 12h 57m 18,1s. Привидна величина (магнитуда) објекта NGC 4857 износи 13,8 а фотографска магнитуда 14,6. NGC 4857 је још познат и под ознакама UGC 8077, MCG 12-12-22, CGCG 335-29, IRAS 12554+7028, PGC 44284.